# 広島市立瀬野川東中学校
広島市立瀬野川東中学校（ひろしましりつせのがわひがしちゅうがっこう）は、広島県広島市安芸区中野七丁目にある公立中学校。

## 沿革
- 1989年（平成元年）4月1日 - 広島市立瀬野川中学校より分離され、広島市立瀬野川東中学校設立。

## 校区
- 広島市立瀬野小学校の校区[2]
  - 上瀬野町、上瀬野一丁目、上瀬野二丁目、上瀬野南一丁目、上瀬野南二丁目、瀬野町、瀬野一丁目〜瀬野五丁目、瀬野南一丁目、瀬野南町、中野町、中野七丁目（1〜23番）
- 広島市立みどり坂小学校の校区
  - 瀬野西一丁目〜瀬野西六丁目

## 部活動

### 運動部男子
- 野球部
- バスケットボール部
- 卓球部
- サッカー部
- バドミントン部

### 運動部女子
- バドミントン部
- バスケットボール部
- ソフトテニス部
- バレーボール部
- 卓球部
- サッカー部
- 野球部

### 文化部
- 音楽部
- 科学部
- 美術部